# Quel fantastico assalto alla banca
Quel fantastico assalto alla banca (The Great Bank Robbery) è un film del 1969 diretto da Hy Averback.
È una commedia a sfondo western statunitense con Zero Mostel, Kim Novak e Clint Walker. È basato sul romanzo del 1969 The Great Bank Robbery di Frank O'Rourke.

## Trama
Oro rubato da fuorilegge era nascosto nella impenetrabile banca di Friendly, una piccola città del Texas. Un predicatore, il Rev. Pious Blue, è in effetti un ladro. Lui e i suoi complici, tra i quali la partner Lyda Kebanov, progettano di scavare un tunnel fino al caveau e farlo esplodere con il TNT, proprio durante il quattro di luglio, il chiasso dei cui festeggiamenti copra il rumore dell'esplosione. Ma vi sono delle complicazioni. 
Alcune gang rivali, tra le quali banditi messicani e un pistolero di nome Slade, mirano anch'esse al bottino. Ma c'è il ranger del Texas Ben Quick, un uomo di legge che trova le prove che confermano la corruzione del banchiere e del sindaco Kincaid, anch'egli intorno al bottino. La banda del prete ha successo, distraendo le guardie della banca con Lyda, che finge di essere una Lady Godiva, cavalcando nuda un cavallo bianco, con solo dei piccoli fiori che ne coprono i capezzoli e l'inguine. Essi intendono fuggire con un pallone aerostatico ad aria calda, ma l'oro è troppo pesante perché l'aerostato si possa alzare in volo. Lyda vuole abbandonare l'aerostato perché è innamorata di Quick, che trova la prova per incriminare Kincaid, mentre il predicatore se ne vola via con l'oro.

## Produzione
Il film, diretto da Hy Averback su una sceneggiatura di William Peter Blatty e un soggetto di Frank O'Rourke (autore del romanzo), fu prodotto da Malcolm Stuart per la Warner Brothers e girato nei Warner Brothers Burbank Studios a Burbank, California.

## Distribuzione
Il film fu distribuito con il titolo The Great Bank Robbery negli Stati Uniti nel settembre del 1969 (première a Houston il 24 giugno 1969) al cinema dalla Warner Brothers.
Altre distribuzioni:
- in Germania Ovest il 25 novembre 1969 (Hochwürden dreht sein größtes Ding)
- in Danimarca il 28 novembre 1969 (Og bag dem pifter kuglerne)
- in Finlandia il 12 dicembre 1969 (Suurenmoinen pankkiryöstö)
- in Svezia il 16 marzo 1970 (Westerns största bakstöt)
- in Francia l'8 luglio 1970 (Le plus grand des hold-up)
- in Spagna il 16 agosto 1971 (Ojos verdes, rubia y peligrosa)
- in Brasile (O Grande Roubo do Banco)
- in Grecia (I megali listeia tis trapezis)
- in Ungheria (A nagy bankrablás)
- in Italia (Quel fantastico assalto alla banca)
- in Portogallo (Olhos Verdes, Loira e Perigosa)
- in Turchia (Papazin hilesi)

## Critica
Secondo il Morandini il film è un "fallimento", come di norma per i film western parodistici.